# Barranc de la Font de Borrell
El barranc de la Font de Borrell és un barranc dels termes municipals de Castell de Mur, dins de l'antic terme de Mur, al Pallars Jussà, en terres de Vilamolat de Mur, i Tremp, a l'antic terme de Fígols de Tremp, en terres de Puigverd.
Es forma dins del terme de Tremp, a llevant de la Casa Blanca, a Cabicerans, prop i al nord d'on hi ha la Font de Borrell, des d'on davalla cap al sud lleugerament decantat cap a llevant. Passa a llevant de les Encortades, del Serrat dels Corbs i entra en terme de Castell de Mur, just abans de trobar de l'Obac del Sastre, on gira cap al sud-est. Rep per l'esquerra la llau de Josepet, tot seguit per la dreta la llau de la Vinya del Serrat i, encara, immediatament després per l'esquerra el barranc del Coscollar, i al cap d'un tros, per la dreta la llau de Sant Miquel, després de la qual deixa a la dreta -sud- la Boïga de Sant Miquel. Finalment, després de deixar a la dreta l'Hort del Sastre s'ajunta amb el barranc de Rius per tal de formar el barranc de Sant Gregori.